# Kfar Saba

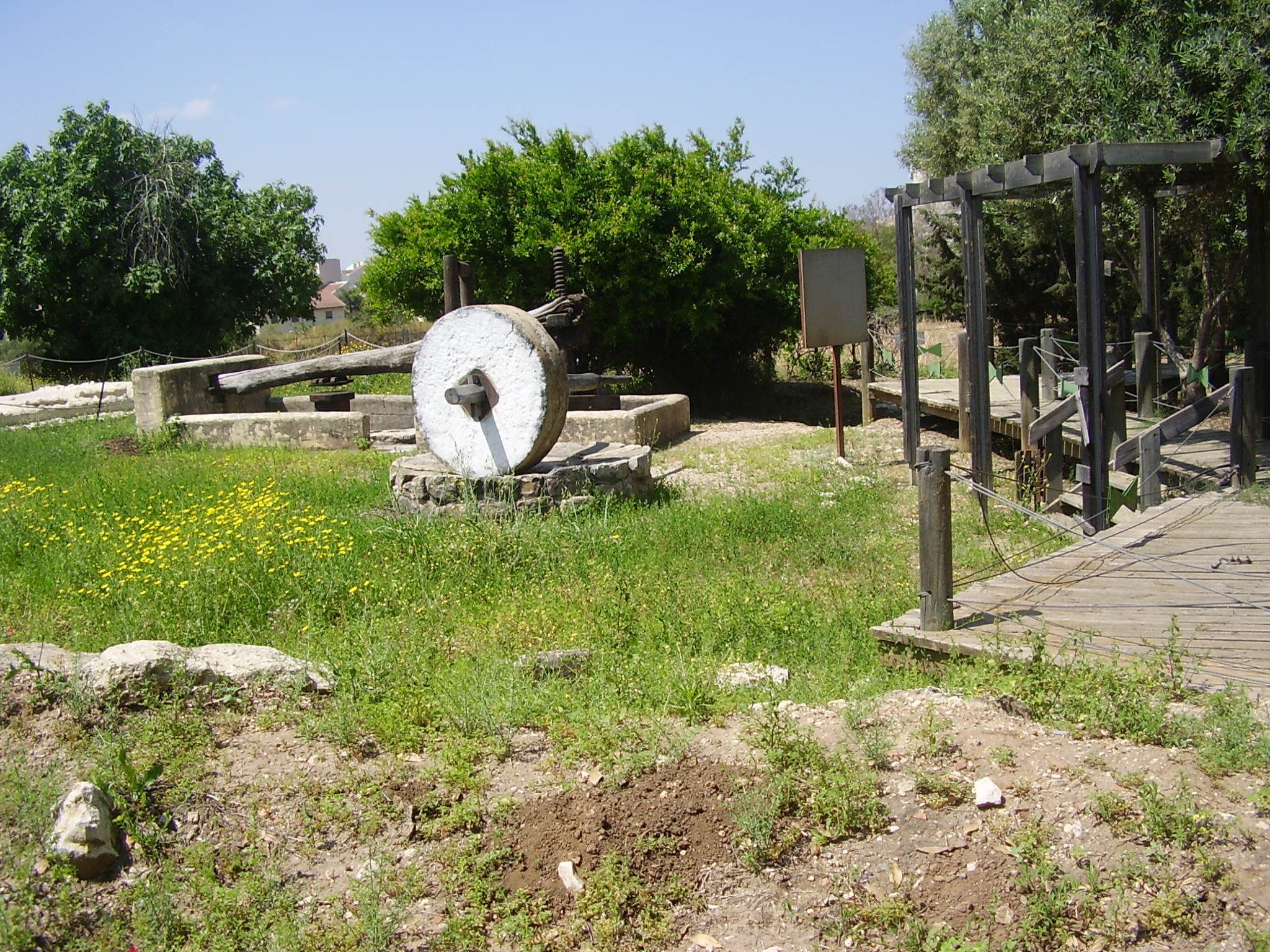
Arkeologisk plats i Kfar Saba

Kfar Saba (hebreiska: כְּפַר סָבָא, bokstavligen "Savas by"), officiellt Kfar Sava (på svenska ibland Kefar Sava), är en stad i Saron i Centrala distriktet, Israel. Enligt Israels statistiska centralbyrå (CBS) hade Kfar Saba år 2022 en total befolkning på 101 556 invånare.
Kfar Saba, som ligger nära Gröna linjen vid den palestinska staden Qalqilya, har på grund av Israel-Palestina-konflikten varit mål för flera terrorattacker.
Fotbollsklubben Hapoel Kfar Saba (הפועל כפר-סבא) kommer från staden.